# Elena Groševa
Elena Nikolaevna Groševa (in russo Елена Николаевна Грошева?; Jaroslavl', 12 aprile 1979) è un'ex ginnasta russa.

## Palmarès

### Olimpiadi
- 1 medaglia:
  - 1 argento (Atlanta 1996 nel concorso a squadre)

### Mondiali
- 2 medaglie:
  - 1 argento (Losanna 1997 nel concorso a squadre)
  - 1 bronzo (Dortmund 1994 nel concorso a squadre)